# Callum Thornley
Callum Thornley (Edinburgh, 5 augustus 2003) is een Brits wielrenner.

## Carrière
In juni 2022 werd Thornley, achter Leo Hayter, tweede op het nationale kampioenschap tijdrijden voor beloften, waarna hij werd benaderd door Trinity Racing. In 2023 reed hij namens die ploeg onder meer de Ronde van Alentejo en de Ronde van Italië voor beloften. Op het wereldkampioenschap eindigde hij als veertiende in de door Lorenzo Milesi gewonnen tijdrit voor beloften. Het seizoen 2024 begon voor Thornley in België, waar hij medio maart zestiende werd in de Youngster Coast Challenge. Een kleine maand later eindigde hij als tiende in de beloftenversie van Parijs-Roubaix. In de zevende etappe van de Ronde van Italië voor beloften, met aankomst bergop in Zocca, bleef enkel Huub Artz hem voor. In de eerste etappe van de Ronde van Groot-Brittannië maakte hij deel uit van de vroege vlucht en verzamelde hij voldoende punten om de eerste leider in het bergklassement te worden. Die leiderstrui verdedigde hij in de resterende vijf etappes met succes, waardoor hij James Fouché opvolgde als winnaar. Het leverde hem een selectie op voor het WK in Zürich, waar hij deelnam aan de wegwedstrijd voor beloften.
Omdat zijn ploeg in 2025 ophield te bestaan, moest Thornley op zoek naar een nieuwe werkgever. Hij maakte de overstap naar de opleidingsploeg van Red Bull-BORA-hansgrohe. Zijn eerste wedstrijdkilometers maakte hij dat seizoen op Mallorca, waar hij namens de hoofdmacht van de ploeg deelnam aan twee manches van de Challenge Mallorca. In maart behaalde hij enkele ereplaatsen in Kroatië: in de POREČ Classic werd hij vierde, waarna hij derde werd in het eindklassement van de Istrian Spring Tour. In april van dat jaar werd bekend dat hij in 2026, als eerste van de opleidingsploeg, de overstap zou maken naar de hoofdmacht. In de openingstijdrit van de Ronde van Italië voor beloften zette hij de derde tijd neer. Na acht etappes eindigde hij als tiende in het klassement, op iets meer dan vijf minuten van winnaar Jakob Omrzel. Diezelfde maand kroonde hij zich in het Welshe Aberaeron tot nationaal kampioen tijdrijden bij de beloften. Begin juli behaalde hij in de Ronde van Sibiu zijn eerste profzege: in de 3,3 kilometer lange slottijdrit bleef hij Frits Biesterbos en Lukáš Kubiš nipt voor.

## Overwinningen
2024
Bergklassement Ronde van Groot-Brittannië
2025
 Brits kampioen tijdrijden, Beloften
4e etappe Ronde van Sibiu
Puntenklassement Ronde van Sibiu

## Ploegen
- 2023 –  Trinity Racing
- 2024 –  Trinity Racing
- 2025 –  Red Bull-BORA-hansgrohe Rookies